# Château de Seneuil
 (février 2017).
Le château de Seneuil est un château fort en ruines, situé sur la commune de Saint-Vincent, dans le département de la Haute-Loire, en région Auvergne-Rhône-Alpes.

## Situation
Les ruines du château sont situées à environ à 2 km de Saint-Vincent, dominant la Loire et le village de Cheyrac. Un chemin balisé permet de découvrir le suc de Seneuil.

## Histoire
Seneuil était un fief des Polignac (l'un des plus anciens), ils le laissèrent aux seigneurs dits de Seneuil dont la mention apparait dès 1030. En 1345, Seneuil résista à l'assaut du seigneur de la Roue. Après du dernier descendant de la famille de Seneuil au XVIe siècle, les Polignac récupérèrent le château et ses terres.

## Description
Le château avait deux enceintes, dont la première au nord avec une tour dont il reste des morceaux en haut et encore quelques murs. La seconde entourait des bâtiments ainsi qu'une chapelle.

## Sources
- Jourda de Vaux, Châteaux historiques de la Haute-Loire ;
- Paul G., Armorial général du Velay ;
- Antoine Jacotin, Preuves de la maison de Polignac;
- Régis Thomas, Châteaux de Haute-Loire.